# Steffen Staab
Steffen Staab (* 1970) ist ein deutscher Informatiker.
Staab ist seit 2020 Professor für Artificial Intelligence und Machine Learning an der Universität Stuttgart in der Abteilung Analytic Computing am Institut für Parallele und Verteilte Systeme und seit 2023 gemeinsam mit Wolfgang Nowak Sprecher des Exzellenzclusters EXC 2075 "Daten-integrierte Simulationswissenschaft" an der Universität Stuttgart. Zuvor war er von 2004 bis 2020 Professor für Datenbanken und Informationssysteme an der Universität Koblenz-Landau am Institut für Informatik und am Institute for Web Science and Technologies - WeST, welches er 2009 gründete. Er gehört (Stand 2024) zu den 250 weltweit meistzitierten Informatikern nach h-Index.

## Aktivitäten
Neben dem Engagement in Forschung und Lehre ist Steffen Staab Editor-in-Chief beim Journal of Web Semantics, Redaktionsmitglied bei verschiedenen wissenschaftlichen Journalen und aktiv bei der Gestaltung verschiedener Konferenz-Reihen wie der International Semantic Web Conference – ISWC, der World Wide Web Conference oder der International Conference in Web Science der Web Science Trust. Seit 2021 ist er Co-Sprecher des neu gegründeten Interchange Forum for Reflecting on Intelligent Systems (IRIS) an der Universität Stuttgart, welches sich mit der kritischen Reflexion von intelligenten Systemen und deren Auswirkungen auf die Gesellschaft beschäftigt.

## Forschungsschwerpunkte
Die Forschungsschwerpunkte von Steffen Staab liegen in den Bereichen Machine Learning, Webwissenschaft, Semantisches Web, Querying & Reasoning, Ontologie (Informatik), Ontologies in Software Modeling, Semantic Information Retrieval, Semantic Multimedia, Semantic P2P und Organisation of Complex Dynamic Systems.

## Schriften (Auswahl)
- Steffen Staab [Ko-Autor]: Digital Reset. Redirecting Technologies for the Deep Sustainability Transformation. München: oekom, 2023. https://doi.org/10.14512/9783987262463. ISBN 978-3-98726-022-3.
- Steffen Staab, Rudi Studer (Hrsg.): Handbook on Ontologies. 2., vollständig überarbeitete Auflage. Springer Verlag, Heidelberg 2009, ISBN 978-3-540-70999-2.
- D. Kuropka, P. Tröger, S. Staab, M. Weske (Hrsg.): Semantic Service Provisioning. Springer Verlag, Heidelberg 2008, ISBN 978-3-540-78616-0.
- Steffen Staab, Heiner Stuckenschmidt (Hrsg.): Semantic Web and Peer-to-Peer. Springer Verlag, Heidelberg 2006, ISBN 3-540-28346-3.
- S. Handschuh, S. Staab (Hrsg.): Annotation for the Semantic Web (Frontiers in Artificial Intelligence and Applications). IOS Press, 2003, ISBN 1-58603-345-X.

Staab gehört in seinen Forschungsbereichen zu den häufigst zitierten Autoren.

## Auszeichnungen
Steffen Staab erhielt für seine wissenschaftlichen Arbeiten verschiedene Auszeichnungen, unter anderem den ersten Platz bei der Billion Triple Challenge der ISWC-2008 mit "Semaplorer", den Ted Nelson newcomer Award der ACM Hypertext 2008, den ersten Platz beim doIT Software-Award 2004 für Bibster und den ECAI 1998 Best Paper Award. 2018 wurde Staab mit dem Akademiepreis  des Landes Rheinland-Pfalz ausgezeichnet. Seit 2023 ist er Fellow der  Association for Computing Machinery (ACM).

## Belege
1. ↑  Der Fachbereich begrüßt Prof. Staab. Abgerufen am 2. März 2021.
2. ↑  People of the EXC SimTech | Cluster of Excellence SimTech Stuttgart Center for Simulation Science | University of Stuttgart. Abgerufen am 22. Februar 2024 (englisch).
3. ↑  Team: Prof. Dr. Steffen Staab. In: west.uni-koblenz.de. Abgerufen am 10. November 2016.
4. ↑  Ranking for Computer Science. In: Guide2Research. Abgerufen am 12. Juli 2021 (englisch).
5. ↑  Journal of Web Semantics. In: journals.elsevier.com. Abgerufen am 10. November 2016.
6. ↑  Past and Future Conferences. In: IW3C2. 2012, abgerufen am 10. November 2016.
7. ↑  Künstliche Intelligenz kritisch reflektieren. Abgerufen am 2. März 2021.
8. ↑  Steffen Staab in Google Scholar. Abgerufen am 10. November 2016.
9. ↑  Steffen Staab in „Microsoft Academic“. Archiviert vom Original (nicht mehr online verfügbar) am 8. September 2019; abgerufen am 10. November 2016.  Info: Der Archivlink wurde automatisch eingesetzt und noch nicht geprüft. Bitte prüfe Original- und Archivlink gemäß Anleitung und entferne dann diesen Hinweis.
10. ↑  Billion Triples Track. In: Semantic Web Challenge. Archiviert vom Original (nicht mehr online verfügbar) am 18. Oktober 2016; abgerufen am 10. November 2016.
11. ↑  ACM Award Recipients. Abgerufen am 22. Februar 2024 (englisch).

| Personendaten    | Personendaten                              |
| ---------------- | ------------------------------------------ |
| NAME             | Staab, Steffen                             |
| KURZBESCHREIBUNG | deutscher Informatiker und Hochschullehrer |
| GEBURTSDATUM     | 1970                                       |